# Johannes Fibiger
Johannes Andreas Grib Fibiger (Silkeborg, 23 de abril de 1867 — Copenhague, 30 de janeiro de 1928) foi um médico dinamarquês.
Foi agraciado com o Nobel de Fisiologia ou Medicina de 1926, por experiências sobre câncer em ratos.

## Biografia
Fibiger foi um médico dinamarquês e professor de patologia anatômica na Universidade de Copenhagen. Ele recebeu o Prêmio Nobel de Fisiologia ou Medicina em 1926 "por sua descoberta do carcinoma de Spiroptera". Ele demonstrou que a lombriga que chamou de carcinoma de Spiroptera (mas corretamente chamada de Gongylonema neoplasticum) pode causar câncer de estômago (carcinoma de células escamosas) em ratos e camundongos. Seus resultados experimentais foram mais tarde provados como um caso de conclusão equivocada. Erling Norrby, que atuou como Secretário Permanente do A Real Academia Sueca de Ciências, professor e presidente de Virologia do Instituto Karolinska, declarou o Prêmio Nobel de Fibiger como "um dos maiores erros cometidos pelo Instituto Karolinska".
Enquanto trabalhava no Instituto de Anatomia Patológica da Universidade de Copenhagen, Fibiger descobriu novas lombrigas em 1907 em ratos selvagens. Ele suspeitou que as lombrigas eram responsáveis pelo câncer de estômago nesses ratos. Em 1913, ele relatou que poderia induzir experimentalmente o câncer em ratos saudáveis usando lombrigas. Sua descoberta foi considerada "a maior contribuição para a medicina experimental" na época. Em 1926, ele foi nomeado para o Prêmio Nobel de Fisiologia ou Medicina junto com Katsusaburo Yamagiwa, que havia induzido experimentalmente o carcinoma pintando alcatrão de carvão bruto na superfície interna das orelhas dos coelhos em 1915. No entanto, eles foram considerados indignos, e o prêmio de 1926 não foi dado. No ano seguinte, Fibiger sozinho foi retrospectivamente escolhido para o Prêmio Nobel de 1926.
Após sua morte, pesquisas independentes provaram que G. neoplasticum não pode causar câncer. Tumores e cancro produzidos por Fibiger eram devidas a deficiência de vitamina A. A reavaliação histórica dos dados de Fibiger revelou que ele confundiu tumores não cancerosos com tumores cancerígenos.
Seu método de pesquisa sobre difteria é considerado a origem de uma importante metodologia de pesquisa em medicina conhecida como ensaio clínico controlado.